# Vol-au-vent
El vol-au-vent és un pastís de pasta fullada, de grandària i forma diverses (rodona, oval o quadrada), que hom farceix amb preparacions salades o dolces. A l'origen, el vol-au-vent designava formalment la crostada de pasta de full però el significat ha derivat per a incloure la guarnimenta. Destinat a diverses persones, té un diàmetre generalment de 15 a 20 cm, però actualment es confon amb la bouchée individual de talla inferior (una desena de centímetres, la més coneguda és la bouchée à la reine) i la mini-bouchée de 4/5 dita antany « bouché mignonne ».
Malgrat el seu origen francès, és un plat molt típic de Bèlgica.

## Origen
El vol-au-vent és atribuït a Marie-Antoine Carême (1784-1833), pastisser i cuiner francès, autor d'obres sobre la cuina, encara que l'expressió gâteau vole-au-vent ja es va observar l'any 1750, és a dir abans del seu naixement. De fet, va sistematitzar l'ús d'una pasta fullada més lleugera i cruixent per fer les seves tartes o tourtes, salades o dolces, que havia convertit en una especialitat. Vol-au-vent designa llavors el continent de pasta de full, i ofereix nombroses receptes salades. Els vol-au-vent de fruites, per un excès d'humitat i perquè estovaven la crosta, foren abandonats des del primer moment.
A partir del mitjans del s. XX la mida dels vol-au-vent es confondrà amb aquella de les bouchées, à la reine o no.

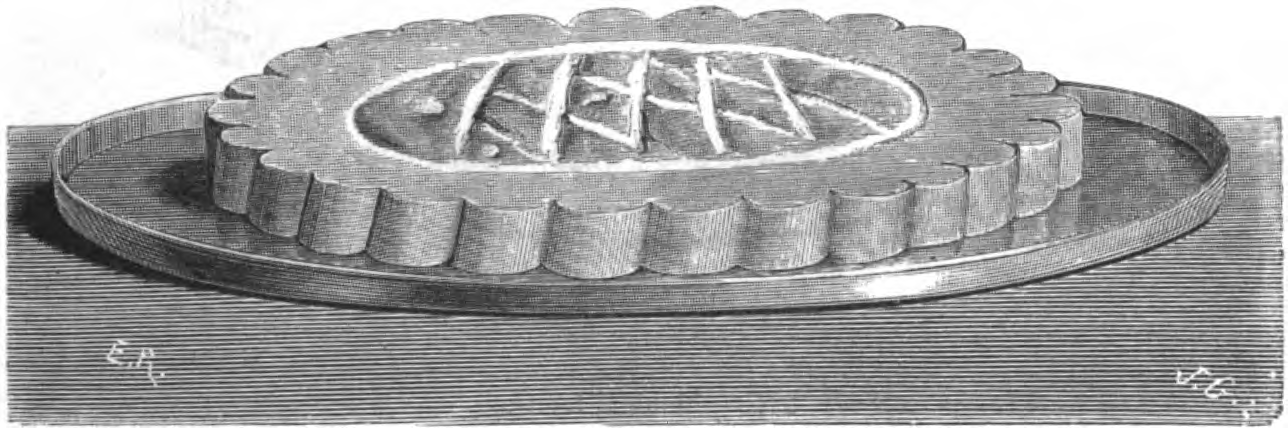
Vol-au-vent cru », Jules Gouffé, Le Livre de pâtisserie (1873).

## Guarniment
Els guarniments de vol-au-vent poden ser molt variats, a base de carn, panets dolços, peixos, crustacis, cargols, bolets, tot lligat amb una galeta, una salsa beixamel, amb crema, à la Nantua (el plat se serveix amb cues d'escamarlans i de vegades tòfona en rodanxes fines) o à la financière (el plat se serveix amb la salsa financière composta de tòfona llescada, quenelles, lletons d'anyell, olives, crestes i ronyons de gall, etc.), etc.

## Expressió derivada
En el llenguatge popular francès, un vol-au-vent designa un cap, un crani. L'expressió avoir une écrevisse dans le vol-au-vent ("tenir un cranc de riu al vol-au-vent"), emprada per exemple a l'Almanach du Hanneton (1867), significa estar una mica tocat del bolet, grillat.